# Simon Rosenbaum
Simon Rosenbaum (født 17. marts 1926 i København, død 19. juli 2015 smst.) var en dansk musiker, skuespiller og tekstforfatter.
Selvom Rosenbaum ikke fik nogen skuespilleruddannelse, slog han igennem i 1952 som entertainer og har op gennem årene stået bag kabareter, shows, revyer og teaterforestillinger. Han har optrådt på bl.a. Søpavillonen, i Gilleleje, i Svendborg og i Helsingør. Senest har han været aktuel på Revymuseet med diverse optrædener.
Han var far til skuespillerinderne Pia Rosenbaum og Ina-Miriam Rosenbaum, samt morfar til pianisten August Rosenbaum.
På tv har han bl.a. medvirket i Livsens ondskab, En by i provinsen, Forsvar, Krøniken og senest Livvagterne.
Han har kun optrådt i ganske få spillefilm, som f.eks. Jeg - en marki (1967), Tjærehandleren (1971) og Mig og Mafiaen (1973).
Rosenbaum blev i 2008 kåret som Årets Æreskunstner og tilbage i 1999 Årets Revyforfatter.